# 密爾布瑞站
密尔布瑞站（英語：Millbrae Intermodal Terminal，也稱Milbrae Transit Center）位于美国加利福尼亚州密尔布瑞，是舊金山灣區捷運（BART）與加州列车（Caltrain）的共構車站。该站为旧金山、圣马刁县和圣克拉拉县的通勤者提供服务。

## 车站布局
密尔布瑞站分为湾区捷运和加州列车两个站场，湾区捷运场的一个岛式站台及两条股道目前暂无图定列车使用，有时用于存放车底。
| M          | 站厅                                   | 检票闸机，售票机，服务中心                                                                                      |
| 湾区捷运场 | 1站台                                  | 无图定服务 |
| 湾区捷运场 | 岛式站台，无图定列车                   | |
| 湾区捷运场 | 2站台                                  | 无图定服务 |
| 湾区捷运场 | 3站台（北行）                          | ← 舊金山國際機場-密爾布瑞線列车往舊金山國際機場方向（旧金山国际机场） ← █红线列车往列治文方向，平日（圣布鲁诺） |
| 湾区捷运场 | 侧式站台，列车运行方向右侧车门将会开启 | |
| 加州列车场 | 侧式站台，列车运行方向右侧车门将会开启 | 侧式站台，列车运行方向右侧车门将会开启                                                                          |
| 加州列车场 | 4站台（北行）                          | ← 加州列车往旧金山方向（圣布鲁诺）                                                                              |
| 加州列车场 | 5站台（南行）                          | 加州列车往聖荷西方向（伯灵格姆或圣马特奥）                                                                      |
| 加州列车场 | 侧式站台，列车运行方向右侧车门将会开启 | |